# Aerospace Campus (métro de Toulouse)
Aerospace Campus est le nom d'une future station de la Ligne C du métro de Toulouse. Elle serait située entre les stations Montaudran Gare - Piste des Géants et Labège Madron au sud-est de Toulouse, dans le quartier de Montaudran, juste à côté du site d'Airbus Defence and Space. Sa construction devrait débuter en 2022, pour une mise en service en 2028.

## Caractéristiques
La station devrait être située au sud-est de Toulouse, dans le quartier Montaudran, à proximité de l'Institut Clément-Ader et du périphérique de Toulouse. Elle se trouverait à l'angle de la rue Trafaya et de l'avenue Didier-Daurat. Sa position géographique permettrait de rejoindre le site d'Airbus Defence and Space en quatre minutes à vélo et douze minutes à pied. La station serait desservie par un viaduc : elle serait donc aérienne. Pour cette station, Tisséo espère 3500 à 3900 validations quotidiennes à l'horizon 2030. 
Des liaisons pour les cyclistes et les piétons devraient accompagner l'implantation de la station, notamment vers la zone d'activité du Palays et le quartier Malepère. Les arrêts de bus pourront également être déplacés si nécessaire, et une aire de stationnement pour les vélos est prévue.  
Actuellement, le secteur est desservi par les lignes 37, 78 (arrêt Clément Ader) et 80 (arrêt Villet) du réseau de bus Tisséo.

## Construction
Comme l'ensemble de la Ligne C du métro de Toulouse, les travaux sur la station devraient débuter en 2022, pour une mise en service en 2028.